# روزاموند عصيامه نكانساه
روزاموند عصيامه نكانساه-Rosamond Asiamah Nkansah (13 يناير 1930 - 20 فبراير 2021) كانت ضابطة إنفاذ القانون الغاني وكانت أول امرأة يتم تجنيدها في خدمة شرطة غانا، ثم في قوة شرطة ساحل الذهب.

## التعليم
التحقت بمدرسة ويسلي الثانوية للبنات في كيب كوست. حصلت على شهادة كامبريدج العليا وشهادة المعلم «أ».

## الحياة العملية
في 1 سبتمبر 1952، تم تجنيدها في قوة شرطة جولد كوست، كان حين ذاك عمرها 22 عامًا. في البداية تم تجنيدها مع 11 امرأة أخرى وجُعِلت زعيمتهم. في ذلك الوقت لم يكن يُسمح للشرطية بالزواج أو الحمل؛ وعلى هذا التوجيه، قد أُجبروا على الاستقالة، وقبل استقالتها طلبت روزاموند من الحكومة السماح للشرطيات بالزواج وإنجاب الأطفال وكذلك إعادة من استقال بسبب إنشاء أسرة. تم قبول الالتماس وإلغاء الشرط الذي يمنع المرأة من الخدمة الطويلة في القوة بسبب الزواج والحمل.
استقالت في 16 مايو 1958. بعد استقالتها، من عام 1961 إلى عام 1964؛درَّست في مدرسة سانت جون لقواعد اللغة (St. John's Grammar School) كمعلمة محترفة بسبب الشهادة التي حصلت عليها قبل تجنيدها في قوة شرطة جولد كوست. وفي عام 1965، انضمت إلى هيئة الإذاعة في غانا وترأست برامج البث المدرسي لمدة عام.
تقاعدت من الخدمة الفعلية في عام 1999 للتركيز بشكل أساسي على كتابة الكتب. كما ترجمت كلمات في كتابها (المثمن) إلى اللغات الأجنبية والمحلية.

## وفاتها
توفيت عصامية في مستشفى الشرطة في أكرا مساء السبت 20 فبراير 2021.